# 鐙口

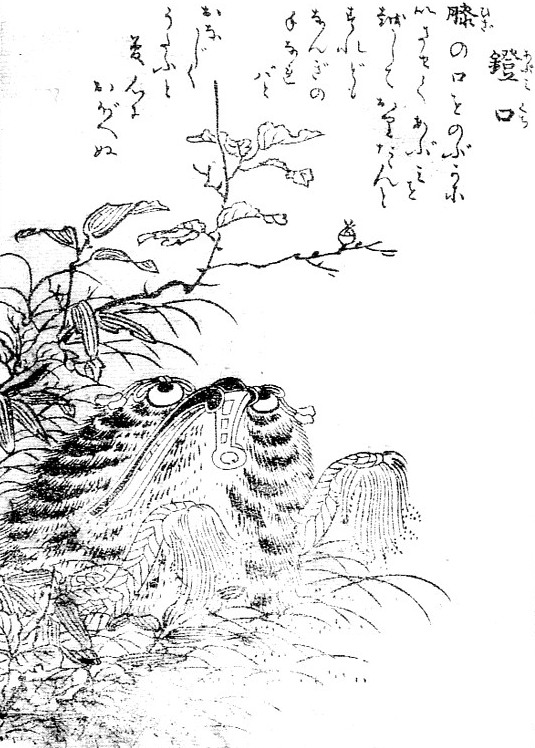
鳥山石燕所繪之《百器徒然袋》中的「鐙口」

鐙口（日语：あぶみくち）是在鳥山石燕的妖怪畫集《百器徒然袋》中出現的一種日本妖怪，是由馬鐙變化成的一種付喪神。
根據妖怪漫畫家水木茂的說法、'鐙口'原本是武將所使用的馬蹬，和作為主人的武將休戚與共，可在武將戰死後，被廢棄在野外的馬蹬遂變化成鐙口，就像在等待飼主的狗一樣，永遠等待著不會歸來的主人。。
但是在原書《百器徒然袋》並沒有提到相關的敘述，因此妖怪探訪家村上健司將之認為這是後世根據石燕的插畫創作出來的故事。

## 備註
1. 1 2  水木しげる.  2 中部編. Softgarage. 2004: 10頁. ISBN 978-4-86133-005-6.
2. 1 2  村上健司編著. . 毎日新聞社. 2000: 18頁. ISBN 978-4-620-31428-0.